# Wolff (Familienname)

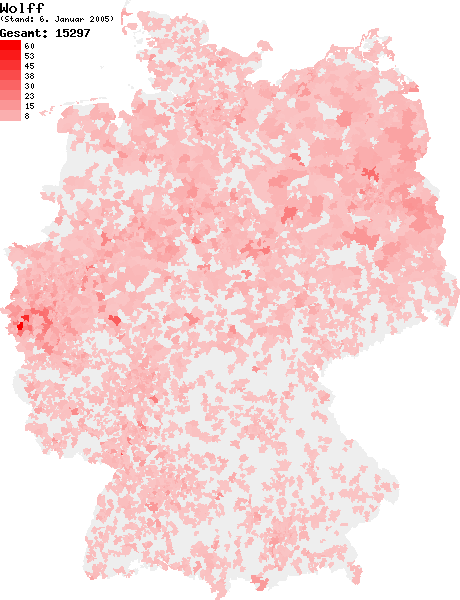
Verbreitung des Namens Wolff in Deutschland

Wolff ist ein Familienname.

## Herkunft und Bedeutung
Wolff ist eine Schreibvariante des Namens Wolf; Näheres zur Etymologie und Verbreitung siehe dort.

## Varianten
- Wolf, Woolf, Wolfe, Woolfe, Wulf, Wulff

## Adelsgeschlechter
- Wolff (Adelsgeschlecht), Reichsfreiherrn, deutsch-baltisches Adelsgeschlecht
- Wolff von Gudenberg, hessisches Adelsgeschlecht
- Wolff-Metternich (früher: Wolff genannt von Metternich), hessisches Adelsgeschlecht des Stammes Wolff von Gudenberg
- Lüdinghausen Wolff, westfälisches Adelsgeschlecht, Namensträger siehe Lüdinghausen Wolff

## Namensträger

### A
- Abraham Wolff (Mathematiker) (um 1710–1795), deutscher Mathematiker
- Abraham Wolff (Rabbiner) (Abraham Alexander Wolff; 1801–1891), deutsch-dänischer Theologe, Hochschullehrer und Rabbiner
- Abraham Wolff, eigentlicher Name von Albert Wolff (Journalist) (1825–1891), deutsch-französischer Journalist, Schriftsteller und Dramatiker
- Achatius Wolff (1646–1690), deutscher Kaufmann
- Achim Wolff (* 1938), deutscher Schauspieler und Regisseur
- Adolf Wolff (Publizist) (1811–1861), deutscher Buchhändler und Publizist
- Adolf Wolff (1819–1878), deutscher Journalist und Verleger, siehe Gustav Adolf Wolff
- Adolf Wolff (Architekt) (1832–1885), deutscher Architekt und Baubeamter
- Adolf Wolff (Ingenieur) (1894–1964), deutscher Maschinenbauingenieur
- Adolf Wolff (Tiermediziner) (1910–1998), deutscher Veterinärmediziner
- Adolf von Wolff-Metternich zur Gracht (1618–1641), deutscher Geistlicher, Domherr in Münster
- Adolph Wolff von Metternich (1553–1619), deutscher Adliger, Hofbeamter und Domherr
- Albert Wolff (Bildhauer) (1815–1892), deutscher Bildhauer
- Albert von Wolff (1818–1886), deutscher Verwaltungsbeamter
- Albert Wolff (Journalist) (1825–1891), deutsch-französischer Journalist
- Albert Wolff (Ingenieur) (1879–1967), deutscher Ballistiker
- Albert Wolff (Dirigent) (1884–1970), niederländisch-französischer Dirigent und Komponist
- Albert Wolff (Schauspieler), deutscher Schauspieler
- Albert Wolff (Fechter) (1906–1989), US-amerikanischer Fechter
- Albert de Wolff (1916–1978), Schweizer Kunsthistoriker
- Albert H. Wolff (1903–1998), amerikanischer Finanzbeamter und Prohibitionsagent, siehe Die Unbestechlichen (Prohibition)
- Albert Moritz Wolff (1854–1923), deutscher Bildhauer und Medailleur
- Alejandro Daniel Wolff, US-amerikanischer Diplomat
- Alex Wolff (Alexander Draper Wolff; * 1997), US-amerikanischer Schauspieler und Musiker
- Alexander Wolff (* 1976), deutscher Künstler
- Alexandra von Wolff-Stomersee (1894–1982), deutsch-baltische Psychoanalytikerin
- Alfred Wolff (Mediziner, 1850) (1850–1916), deutscher Dermatologe und Hochschullehrer
- Alfred Wolff (Philologe) (1885–1917), deutscher Klassischer Philologe und Lehrer
- Alfred Wolff (Mediziner, 1885) (1885–1949), deutscher Gynäkologe
- Alfred Wolff-Eisner (1877–1948), deutscher Mediziner
- Amalie Wolff-Malcolmi (1780–1851), deutsche Schauspielerin
- Andreas Wolff (1615–1661), deutscher Mediziner, siehe Andreas Wolf (Mediziner)
- Andreas Wolff (Maler) (Johann Andreas Wolff; 1652–1716), deutscher Maler
- Andreas Wolff (Verleger) (1902–1972), deutscher Zeitungsverleger
- Andreas Wolff (Filmregisseur) (* 1978), deutscher Windsurfer und Filmregisseur
- Andreas Wolff (Handballspieler) (* 1991), deutscher Handballspieler
- Angela Rösen-Wolff (* 1959), deutsche Medizinerin
- Ann Wolff (* 1937), schwedische Künstlerin und Hochschullehrerin
- Ann-Elisabeth Wolff (* 1953), deutsche Musikwissenschaftlerin und Theatermanagerin
- Anna Wolff-Powęska (* 1941), polnische Historikerin und Politikwissenschaftlerin
- Anne de Wolff (* 1971), deutsche Musikerin
- Annegret von Wedel-Wolff (* 1948), deutsche Germanistin, Didaktikerin und Hochschullehrerin
- Annemarie Wolff (Politikerin) (* 1990), deutsche Politikerin (SPD)
- Annemarie Balden-Wolff (1911–1970), deutsche Kunsthandwerkerin, Malerin und Grafikerin
- Annemarie Wolff-Richter (1900–1945), deutsche Heilpädagogin und Psychologin
- Annemie Wolff (1906–1994), niederländische Fotografin
- Ann-Marie Wolff (* 1962), deutsche Richterin
- Antje Diller-Wolff (* 1974), deutsche Journalistin, Autorin und Moderatorin
- Anton Wolff (Politiker, 1779) (1779–1857), deutscher Jurist und Politiker, MdL Baden
- Anton Wolff (Grafiker) (1911–1980), deutscher Grafiker und Hochschullehrer
- Anton Wolff (Politiker, 1936) (1936–2017), deutscher Architekt und Politiker
- Anton Wolff von Todenwarth (1592–1641), deutscher Kanzler in Hessen-Darmstadt
- Arnold Wolff (1932–2019), deutscher Architekt und Baumeister
- Arthur von Wolff (1828–1898), deutscher Politiker und Domherr
- Arthur Wolff (Architekt) (1875–1923), deutscher Architekt
- Arthur Wolff (Unternehmer) (Gustav Arthur Wolff; 1875–1936), deutscher Textilfabrikant
- Arthur Wolff (Komponist) (1885–1945), deutscher Arzt, Musiker und Komponist
- Athanasius Wolff (1931–2013), deutscher Ordensgeistlicher
- August von Wolff (August Ferdinand von Wolff; 1788–1851), deutscher Generalmajor
- August Wolff (Regisseur) (um 1810–1883), österreichisch-deutscher Theaterregisseur und -direktor
- August Wolff (Maler), deutscher Maler
- August Wolff (Politiker) (1844–1914), deutscher Politiker, MdL Preußen
- August Wolff, deutscher Apotheker und Unternehmensgründer, siehe Dr. Wolff-Gruppe
- August Louis Wolff (1825–1911), deutscher Kaufmann, Diplomat und Mäzen
- August Robert Wolff (1833–1910), deutsch-polnischer Verleger und Buchhändler
- Auguste Désiré Bernard Wolff (1821–1887), französischer Pianist und Klavierbauer

### B
- Balduin Wolff (1819–1907), deutscher Zeichner
- Balthasar Wolff († um 1564), deutscher Steinmetz und Baumeister
- Barbara Wolff (Politikerin) (* 1948), deutsche Politikerin (SPD, FW)
- Barbara Wolff (Fotografin) (* 1951), deutsche Fotografin
- Barbara Wolff (* 1980), rumänische Bildhauerin, Mitglied von Peles Empire
- Ben Abarbanel-Wolff (* 1974), US-amerikanischer Jazzmusiker
- Benjamin Wolff (Maler) (auch Benjamin Wolf; 1758–1825), deutscher Maler
- Benjamin Wolff (Rabbiner) (1976–2020), deutscher Rabbiner
- Benjamin Elias Wolff (auch Benjamin Elias Wulff; 1700–1758), deutscher Hofbeamter, Fabrikant und Makler
- Bernd Wolff (* 1939), deutscher Pädagoge und Schriftsteller
- Bernhard Wolff (Unternehmer) (auch Benda Wolff; 1811–1879), deutscher Verleger und Nachrichtenunternehmer
- Bernhard Wolff (Politiker), Danziger Volkstagsabgeordneter
- Bernhard Wolff (Richter) (1886–1966), deutscher Richter
- Bernhard Wolff (Ministerialdirektor) (1886–1970), deutscher Ministerialbeamter
- Bernhard Wolff (Entertainer) (* 1966), deutscher Entertainer und Moderator
- Bernhard Heinrich von Wolff (1814–1891), deutscher Generalmajor
- Berthold Wolff (1901–1949), deutscher Textilhändler
- Betje Wolff (1738–1804), niederländische Schriftstellerin
- Birgitta Wolff (* 1965), deutsche Wirtschaftswissenschaftlerin und Politikerin (CDU)
- Brigitte Wolff-Wintrich (* 1944), deutsche Kunsthistorikerin
- Bruno Wolff (1870–1918), deutscher Gynäkologe und Pathologe
- Bruno Wolff (Politiker) (1907–nach 1952), Referent für Kirchenfragen im ZK der SED (1950–1953)
- Bruno Wolff-Beckh (Pseudonyme Rol. W. Buffon; Bruno Wimperg; 1860–nach 1909), deutscher Jurist und Historiker

### C
- Camille Wolff (Tennisspieler) (1894–1977), luxemburgischer Tennisspieler
- Camille Wolff (Buchhändlerin) (1912–2014), britische Buchhändlerin und Autorin
- Carl Wolff (Politiker) (1799–1863), deutscher Kaufmann und Mitglied der kurhessischen Ständeversammlung
- Carl Wolff (Volkswirt) (1849–1929), siebenbürgischer Volkswirt, Journalist und Bankmanager
- Carl von Wolff (1856–1935), deutscher Jurist und Politiker
- Carl Wolff (Architekt) (1860–1929), deutscher Architekt und Denkmalpfleger
- Carl Wolff (Schriftsteller) (1884–1938), deutscher Schriftsteller und Kabarettist
- Carl Emanuel Wolff (* 1957), deutscher Bildhauer und Hochschullehrer
- Carl Heinz Wolff (1884–1942), deutscher Filmregisseur
- Carl-Ludwig Wolff (1933–2022), deutscher Journalist
- Carl Moritz Wolff (1805–1868), deutscher Richter und Schriftsteller
- Carlos Hugo Wolff von Graffen (1921–2012), brasilianischer Unternehmer und Politiker
- Carola Schelle-Wolff (* 1955), deutsche Bibliothekarin
- Carsten Wolff (* 1970), deutscher Grafikdesigner und Autor
- Caspar Friedrich Wolff (1734–1794), deutscher Mediziner und Botaniker
- Charles de Wolff (1932–2011), niederländischer Organist und Dirigent
- Charlotte Wolff (1897–1986), deutsche Ärztin, Sexualwissenschaftlerin und Schriftstellerin
- Chris Wolff (* 1954), deutscher Schlagersänger
- Christian Wolff (Aufklärer) (1679–1754), deutscher Universalgelehrter, Philosoph, Jurist und Mathematiker
- Christian Wolff (Komponist, 1705) (1705–1773), deutscher Musiker und Komponist
- Christian Wolff (Politiker) (* 1931), deutscher Politiker (FDP), MdL Niedersachsen
- Christian Wolff (Komponist, 1934) (* 1934), US-amerikanischer Altphilologe, Musiker und Komponist
- Christian Wolff (Schauspieler) (* 1938), deutscher Schauspieler
- Christian Wolff (Theologe) (1943–2020), deutscher Theologe und Hochschullehrer
- Christian Wolff (Pfarrer) (* 1949), deutscher Pfarrer
- Christian Wolff (Informationswissenschaftler) (* 1966), deutscher Medieninformatiker und Hochschullehrer
- Christian Michael Wolff (1707/09–1789), deutscher Musiker und Komponist
- Christian Philipp Wolff (1772–1820), deutscher Baumeister, Stuckateur und Bildhauer
- Christina Wolff (* 1977), deutsche Kinder- und Jugendbuchautorin
- Christof Wolff (* 1941), deutscher Politiker
- Christoph Wolff (* 1940), deutscher Musikwissenschaftler
- Christoph Anton von Wolff (1818–1893), deutscher Politiker und Verwaltungsbeamter

### D
- Johann Daniel Wolff, evangelischer Theologe in Straßburg
- Daniel Wolff (Pfarrer)  († 1729), siebenbürgisch-sächsischer lutherischer Pfarrer
- Alejandro Daniel Wolff (* 1956), US-amerikanischer Diplomat
- Daniel Wolff (Musiker) (* 1967), brasilianischer Musiker
- Daniel Wolff (Künstler) (* 1984), deutscher bildender Künstler
- Daniel Wolff (Rechtswissenschaftler) (* 1985), deutscher Rechtswissenschaftler
- Daniel Wolff (Handballspieler) (* 1992), deutscher Handballspieler
- David Wolff (1859–1900), deutscher Missionar
- Detlef Wolff (1934–2004), deutscher Autor
- Dieter Wolff (1939–2021), deutscher Sprachwissenschaftler und Hochschullehrer
- Dietmar Wolff (* 1967), deutscher Wirtschaftsinformatiker und Hochschullehrer
- Dietrich Wolff (1923–1997), deutscher Journalist und Schriftsteller
- Dunja Wolff (* 1962), deutsche Musicaldarstellerin und Politikerin (SPD)

### E
- Eberhard Wolff (Kulturwissenschaftler und Medizinhistoriker) (* 1959), deutsch-schweizerischer Kulturwissenschaftler und Medizinhistoriker
- Eberhard Wolff (Software-Architekt) (* 1972), deutscher Berater und Autor zu Software Engineering und Softwarearchitektur
- Eberhard Philipp Wolff (1773–1843), Baumeister in Nassau
- Eckehart Wolff (1929–2015), deutscher Geistlicher, Domkapitular in Mainz
- Edgar Wolff (* 1958), deutscher Politiker
- Edith Wolff (1904–1997), deutsche Widerstandskämpferin
- Edouard Wolff (auch Eduard Wolff, Edward Wolff; 1816–1880), polnischer Pianist und Komponist
- Eduard Wolff (Mediziner) (1794–1878), deutscher Chirurg
- Eduard Wolff (Politiker) (1852–1914), deutscher Politiker, MdL Preußen
- Eduard Wolff (Unternehmer, 1855) (1855–1905), deutscher Unternehmer und Politiker
- Eduard Wolff (Unternehmer, 1857) (1857–1926), deutscher Fabrikant
- Eduard Wolff (1867–1933), deutscher Handelsunternehmer, siehe Berliner Warenhaus Gebrüder Wolff
- Egon Wolff (Historiker) (1910–1991), brasilianischer Historiker
- Egon Wolff (Dramatiker) (1926–2016), chilenischer Dramatiker
- Elena Wolff (* 1993), österreichische Schauspielerin und Regisseurin
- Elisabeth Wolff (Bildhauerin) (1898–1977), deutsch-englische Bildhauerin
- Elisabeth Wolff (Politikerin) (* 1992), österreichische Politikerin (ÖVP), Mitglied des Bundesrates
- Elisabeth Wolff-Merck (1890–1970), deutsche Übersetzerin
- Elisabeth Wolff-Zimmermann (1876–1952), deutsche Malerin und Grafikerin
- Elisabeth Lindner-Wolff (* 1992), österreichische Politikerin und Winzerin
- Emil Wolff (Bildhauer) (1802–1879), deutscher Bildhauer
- Emil von Wolff (1818–1896), deutscher Agrikulturchemiker
- Emil Wolff (Anglist) (1879–1952), deutscher Anglist und Hochschullehrer
- Emil Wolff (Maler) (1895–1971), deutscher Maler
- Emmy Wolff (1890–1969), deutsch-britische Pädagogin, Wohlfahrtspflegerin, Lyrikerin und Publizistin
- Enrique Wolff (* 1949), argentinischer Fußballspieler
- Erhard Wolff (1880–1965), schweizerisch-rumänischer Industrieller
- Erich Wolff (1905–nach 1971), deutscher Unternehmer
- Erich Jacques Wolff (1874–1913), österreichischer Komponist
- Erich K. Wolff (1893–1973), deutscher Anatom und Pathologe
- Ernst Wolff (Musiker, 1861) (1861–1935), deutscher Pianist, Musikschriftsteller und Musikpädagoge
- Ernst Wolff (Jurist) (1877–1959), deutscher Jurist
- Ernst Wolff (Produzent), deutscher Filmproduzent, Drehbuchautor und Regisseur
- Ernst Wolff (Sänger) (1905–1992), deutscher Sänger (Bariton)
- Ernst Wolff (Motorsportler) (1936–2014), deutscher Motorsportler
- Ernst Wolff (Autor) (* 1950), deutscher Autor
- Ernst Wolff-Malm (1885–1940), schweizerisch-deutscher Maler und Grafiker
- Ernst Amadeus Wolff (1928–2008), deutscher Rechtswissenschaftler
- Ernst Christoph Alexander von Wolff (1783–1832), russischer Offizier
- Ernst Victor Wolff (1889–1960), deutschamerikanischer Pianist, Cembalist und Klavierpädagoge
- Erwin Wolff (Philologe) (1897–1966), deutscher Klassischer Philologe
- Erwin Wolff (Literaturwissenschaftler) (1924–2007), deutscher Literaturwissenschaftler und Hochschullehrer
- Étienne Wolff (1904–1996), französischer Biologe
- Eugen Wolff (Ökonom) (Carl Oskar Eugène Wolff; 1851–1937), finnischer Ökonom
- Eugen Wolff (Politiker) (1859–1926), deutscher Rittergutsbesitzer, Verwaltungsbeamter und Politiker
- Eugen Wolff (Literaturwissenschaftler) (1863–1929), deutscher Literaturwissenschaftler
- Eugen Wolff (Didaktiker) (1891–1969), deutscher Philologe, Didaktiker und Hochschullehrer
- Eugen Wolff (Musiker) (1901–1961), deutscher Orchesterleiter
- Eugen Wolff-Filseck (1873–1937), deutscher Maler und Zeichner

### F
- Fabian Wolff (* 1989), deutscher Journalist
- Federico Wolff (1926–1988), deutsch-uruguayischer Schauspieler und Theaterregisseur
- Felix Wolff (Architekt) (1852–1925), deutscher Architekt und Denkmalpfleger
- Felix Wolff (1893–1936), deutsch-russischer Parteifunktionär (KPD) und Revolutionär, siehe Felix Wolf (Parteifunktionär)
- Ferdinand Wolff (Journalist) (1812–1905), deutscher Journalist
- Ferdinand von Wolff (Mineraloge) (Ludwig Ferdinand von Wolff; 1874–1952), deutscher Mineraloge
- Ferdinand von Wolff-Metternich (Politiker, 1845) (1845–1938), deutscher Politiker, MdL Preußen
- Ferdinand von Wolff-Metternich (Politiker, 1855) (1855–1919), deutscher Gutsbesitzer, Förster und Politiker, MdR
- Ferdinand von Lüdinghausen-Wolff (1910–1977), deutscher Bürgermeister und Landrat
- Florian Lensing-Wolff (1930–2011), deutscher Zeitungsverleger
- Francis Wolff (eigentlich Frank Wolff; 1907–1971), US-amerikanischer Musikproduzent
- Francis De Wolff (1913–1984), britischer Schauspieler
- Frank Wolff (Schauspieler) (1928–1971), US-amerikanischer Schauspieler
- Frank Wolff (Musiker) (* 1945), deutscher Cellist
- Franz Wolff (Theologe) (1644–1710), deutscher Theologe
- Franz Wolff-Metternich (1893–1978), deutscher Kunsthistoriker
- Franz Arnold von Wolff-Metternich zur Gracht (1658–1718), Fürstbischof von Paderborn und Münster
- Franz Ferdinand Wolff (auch Frantz Ferdinand Wolff; 1747–1804); deutscher Jurist
- Franz Wilhelm von Wolff-Metternich (1695/1705–1752), deutscher Geistlicher, Domherr in Münster
- Freddie Wolff (1910–1988), britischer Sprinter
- Frédéric Henri Wolff (1869–1914), französischer Offizier
- Friedrich von Wolff (Oberstleutnant) (1744–1816), deutscher Oberstleutnant
- Friedrich Wolff (Politiker, 1792) (1792–1854), deutscher Politiker, MdL Hessen
- Friedrich de Wolff (1812–1875), deutscher Jurist und Politiker
- Friedrich Wolff (Unternehmer) (1833–1920), deutscher Unternehmer und Stadtverordneter
- Friedrich Wolff (Generalleutnant) (1852–1929), deutscher Generalleutnant
- Friedrich Wolff (Richter) (1894–1969), deutscher Jurist und Richter
- Friedrich Wolff (Ingenieur) (1900–1985), deutscher Ingenieur und Industrieller
- Friedrich Wolff (Politiker, 1912) (1912–1976), deutscher Volkswirt, Journalist, Verwaltungsbeamter und Politiker (SPD)
- Friedrich Wolff (Rechtsanwalt) (1922–2024), deutscher Rechtsanwalt
- Friedrich von Wolff gen. Metternich (1816–1898), deutscher Landrat
- Friedrich Franz Wolff (1873–1950), deutscher Lehrer und Politiker (DNVP)
- Friedrich Siegmund Wolff (1799–1848), deutscher Bürgermeister und Mitglied der Kurhessischen Ständeversammlung
- Friedrich Theodor Wolff (1814–1890), deutscher Jurist, Richter und Politiker
- Friedrich Wilhelm Wolff (Architekt) (1783–1862), deutscher Architekt
- Friedrich Wilhelm Wolff (Bildhauer) (1816–1887), deutscher Bildhauer
- Friedrich Wilhelm von Wolff-Metternich (1773–1848), deutscher Geistlicher, Domherr in Münster
- Fritz Wolff (1807–1850), deutscher Lithograf, siehe Gebrüder Wolff
- Fritz Wolff (Maler) (1831–1895), deutscher Maler
- Fritz Wolff (Fabrikant) (Friedrich Ernst Wolff; 1839–1928), deutscher Malzfabrikant
- Fritz Wolff (Architekt) (1847–1921), deutscher Architekt und Hochschullehrer
- Fritz Wolff (Zeichner) (1876–1940), deutscher Zeichner und Karikaturist
- Fritz Wolff (Iranist) (1880–1943), deutscher Iranist
- Fritz Wolff (Sänger) (1894–1957), deutscher Opernsänger (Tenor)
- Fritz Wolff (Grafiker) (1897–1946), deutscher Grafiker, Journalist und Herausgeber
- Fritz Wolff (Politiker) (1916–1994), deutscher Politiker (LDPD)
- Fritz Wolff (Archivar) (1936–2021), deutscher Historiker und Archivar

### G
- Gabriele Wolff (* 1955), deutsche Schriftstellerin
- Gaston de Wolff (1903–2003), niederländischer Automobilmanager
- Georg Wolff (Drucker) († nach 1499), deutscher Drucker
- Georg Wolff (Archäologe) (1845–1929), deutscher Archäologe
- Georg Wolff (Politiker, 1877) (1877–nach 1930), deutscher Jurist, Verbandsfunktionär und Politiker (DVP)
- Georg Wolff (Pädagoge) (1882–1967), deutscher Bildungspolitiker (DDP, LDP)
- Georg Wolff (Politiker, 1882) (1882–1968), deutscher Politiker (KPD) und Widerstandskämpfer
- Georg Wolff (Mediziner) (1886–1952), deutscher Sozialmediziner
- Georg Wolff (Politiker, 1906) (1906–1948), deutscher Politiker (KPD) und Widerstandskämpfer
- Georg Wolff (Journalist) (1914–1996), deutscher SS-Hauptsturmführer und Journalist
- Georg Schmidt-Wolff (1866–1930), deutscher Lehrer und Schriftsteller
- Georg Arnold Wolff (1859–1943), deutscher Bibliothekar
- Georg Christian Wolff (Jurist) (1702–1772), deutscher Jurist und Übersetzer
- Georg Christian von Wolff (1711–1784), deutscher Staatsbeamter und Universitätskurator
- Georg Christoph von Lüdinghausen-Wolff (1751–1807), kurländischer Kanzler und Landhofmeister
- Georg Theodor Wolff  (1768–1812), deutscher Baumeister und Offizier in der Hessen-kasselschen Armee
- Gerhard Wolff (1939–2023), deutscher Fußballspieler
- Gerry Wolff (1920–2005), deutscher Schauspieler
- Gertrude Lübbe-Wolff (* 1953), deutsche Juristin und Richterin
- Gisela Müller-Wolff (1922–2000), deutsche Volkswirtin und Politikerin (SPD), MdBB
- Gottfried Wolff (Politiker) (1928–2013), deutscher Politiker (CDU)
- Gottfried Wolff (Bankmanager) (* 1933), deutscher Bankmanager
- Gottfried Joseph Wolff (1807–1895), preußischer Landrat und Geheimer Regierungsrat
- Gottfried M. Wolff (* 1958), deutscher Geistlicher
- Günter Wolff (Politiker) (1919–2006), deutscher Politiker (SPD)
- Günter Wolff (Grafiker) (1927–1988), deutscher Gebrauchsgrafiker
- Günter Wolff (Fußballspieler) (* 1943), deutscher Fußballspieler
- Günther Wolff (1901–1944?), deutscher Verleger
- Gunther Wolff (1930–2013), deutscher Forstwissenschaftler
- Guntram Wolff (* 1974), deutscher Wirtschaftswissenschaftler, Direktor der Denkfabrik BRUEGEL, designierter Direktor der Deutschen Gesellschaft für Auswärtige Politik
- Gustav Wolff (Philologe) (1819–1873), deutscher Klassischer Philologe und Lehrer
- Gustav Wolff (Ingenieur) (1834–1913), deutsch-britischer Ingenieur, Mitinhaber der Werft Harland & Wolff
- Gustav Wolff (Architekt) (1858–1930), deutscher Architekt
- Gustav Wolff (Mediziner) (1865–1941), deutscher Psychiater
- Gustav Wolff (Politiker, 1870) (1870–1963), österreichischer Offizier, Politiker (Kaisertreue Volkspartei) und Herausgeber
- Gustav Wolff (Ornithologe) (1881–1965), deutscher Lehrer und Vogelkundler
- Gustav Wolff (Politiker, 1894) (1894–1973), deutscher Lehrer und Politiker (BVP, Zentrum, CDP/CDU)
- Gustav Tyson-Wolff (1840–1907), deutsch-britischer Komponist und Hochschullehrer
- Gustav Adolf Wolff (auch Adolf Wolff; 1819–1878), deutscher Journalist und Verleger
- Gustav Arthur Wolff (1875–1936), deutscher Textilfabrikant, siehe Arthur Wolff (Unternehmer)
- Gustav H. Wolff (1886–1934), deutscher Künstler

### H
- Hanna Wolff (Psychotherapeutin) (1910–2001), deutsche Psychotherapeutin und Theologin
- Hanna Wolff (Schriftstellerin) (1923–2010), deutsche Schriftstellerin
- Hanns Peter Wolff (1914–2010), deutscher Mediziner
- Hans Wolff (Maler) (um 1480–1542), deutscher Maler
- Hans Wolff (Kreisdirektor) (1863–1942), deutscher Verwaltungsjurist
- Hans Wolff (Sänger) (1875–1934), deutscher Sänger (Tenor)
- Hans Wolff (Landrat) (um 1881–1918), deutscher Verwaltungsbeamter
- Hans Wolff (Kunsthistoriker) (1882–1959), deutscher Kunsthistoriker und Verleger
- Hans Wolff (Politiker) (1902–1943), deutscher Politiker (NSDAP)
- Hans von Wolff (1903–1944), deutscher Offizier
- Hans Wolff (Filmemacher) (1911–1979), deutscher Filmemacher und Schauspieler
- Hans Wolff (Mathematiker) (1938–2023), deutscher Mathematiker und Hochschullehrer
- Hans Wolff (Bibliothekar) (* 1941), deutscher Geologe und Bibliothekar
- Hans Wolff-Grohmann (1903–2000), deutscher Designer, Musiker und Architekt
- Hans Anton Wolff (1906–1974), deutscher Chemiker und Bühnenautor
- Hans-Egon Conrad Wolff (1913–1982), deutscher Sportmanager
- Hans-Georg Wolff (* 1969), deutscher Psychologe
- Hans Günter Wolff (1920–1994), deutscher Veterinärmediziner und Homöopath
- Hans Helmut Wolff (1910–1969), deutscher SS-Obersturmbannführer und Staatsbeamter
- Hans-Joachim Wolff (* 1958), deutscher Sportkommentator
- Hans Julius Wolff (Verwaltungswissenschaftler) (1898–1976), deutscher Richter, Verwaltungswissenschaftler und Hochschullehrer
- Hans Julius Wolff (Rechtshistoriker) (1902–1983), deutscher Rechtshistoriker und Hochschullehrer
- Hans-Jürgen Wolff (* 1958), deutscher Jurist und Staatsbeamter
- Hans Walter Wolff (1911–1993), deutscher Theologe
- Hans Wolfgang Wolff (* 1926), deutscher Schriftsteller und Übersetzer
- Harald Wolff (Schauspieler) (1909–1977), deutscher Schauspieler und Synchronsprecher
- Harald Wolff (Maler) (* 1950), deutscher Maler und Grafiker
- Harald Wolff (Musiker) (Harald Wolff-Berg) (* 1957), deutscher Musiker und Komponist
- Harald Wolff (Regisseur) (* 1957), deutscher Dialogregisseur und Dialogbuchautor
- Harald Wolff (Dramaturg), deutscher Dramaturg
- Harald Artur Wolf von Wolff (1824–1900), deutscher Jurist und Richter, siehe Wolf von Wolff
- Harry Wolff (* 1938), deutscher Schauspieler
- Hartfrid Wolff (* 1971), deutscher Politiker (FDP)
- Hartmut Wolff (1941–2012), deutscher Althistoriker
- Hayley Wolff (* 1964), US-amerikanische Freestyle-Skierin
- Heimann Wolff (1830–1913), deutscher Unternehmer, siehe H. Wolff
- Heinrich Wolff (Mediziner, 1520) (1520–1581), deutscher Mediziner
- Heinrich Wolff (Theologe) (1733–1801), deutscher Theologe
- Heinrich Wolff (Klavierbauer) (1789–1854), deutscher Klavierbauer
- Heinrich Wolff (Mediziner) (1793–1875), deutscher Mediziner
- Heinrich Wolff (Musiker) (1813–1898), deutscher Violinist
- Heinrich Wolff (Grafiker) (1875–1940), deutscher Grafiker, Maler und Hochschullehrer
- Heinrich Wolff (Architekt)  (1880–1944), deutscher Architekt
- Heinrich Wolff (Diplomat) (1881–1946), deutscher Diplomat
- Heinrich Wolff (Maler) (1898–1976), deutscher Maler
- Heinrich Wolff (Politiker) (1909–1975), deutscher Politiker (CDU)
- Heinrich Abraham Wolff (1761–1812), landgräflicher Hofbaumeister in Kassel
- Heinrich Amadeus Wolff (* 1965), deutscher Rechtswissenschaftler
- Heinrich Ekkehard Wolff (* 1944), deutscher Afrikanist
- Heinrich Jodokus Wolff (1648–1714), deutscher Benediktiner, Prior von Brauweiler
- Heinrich Wilhelm Justus Wolff (1789–1844), deutscher Geistlicher, Hauptpastor in Hamburg
- Heinz Wolff (Politiker) (1903–??), deutscher Politiker (NPD), MdBB
- Heinz Wolff (Architekt) (1909–1993), deutscher Architekt und Stadtplaner
- Heinz Wolff (Journalist) (1910–1987), deutscher Philologe und Journalist
- Heinz Wolff (Biotechnologe) (1928–2017), britischer Biotechnologe und Fernsehmoderator
- Heinz Wolff (Musiker) (vor 1939–2006), deutscher Trompeter
- Heinz Wolfgang Wolff (1907–1990), deutscher Sänger (Tenor) und Theaterintendant
- Helen Wolff (1906–1994), deutsch-amerikanische Verlegerin und Autorin
- Hellmut Wolff (1906–1986), deutscher Astrologe und Mystiker
- Hellmuth Wolff (Statistiker) (1876–1961), deutscher Statistiker und Wirtschaftswissenschaftler
- Hellmuth Wolff (Orgelbauer) (1937–2013), Schweizer Orgelbauer
- Hellmuth Christian Wolff (1906–1988), deutscher Komponist und Musikwissenschaftler
- Helmut Wolff (Politiker) (1897–1971), rumäniendeutscher Zahnarzt und Politiker
- Helmut Wolff (Mediziner) (1928–2017), deutscher Chirurg und Hochschullehrer
- Helmut Wolff (Künstler) (1932–2015), deutscher Künstler
- Helmuth Wolff (1895–1940), deutscher Architekt und Fotograf
- Henning Wolff (1929–2006), deutscher Journalist und Zeitungsverleger
- Henny Wolff (1896–1965), deutsche Sängerin (Sopran) und Gesangspädagogin
- Henry Drummond Wolff (1830–1908), britischer Diplomat und Politiker (Conservative Party)
- Herbert von Wolff (1886–1967), deutscher Richter und Verwaltungsbeamter
- Herbert Wolff (Politiker) (1904–1958), deutscher Politiker (CDU), MdB
- Herbert Wolff (Fußballfunktionär) (1925–2016), Geschäftsführer des Fußball-Verbands Berlin
- Herbert Wolff (Staatssekretär) (* 1954), deutscher politischer Beamter
- Herbert E. Wolff (1925–2009), US-amerikanischer Generalmajor
- Hermann Wolff (Mediziner) (um 1560–1620), deutscher Mediziner
- Hermann Wolff (Pastor) († 1625), deutscher Geistlicher
- Hermann Wolff (Maler) (1841–nach 1880), deutscher Maler
- Hermann Wolff (Konzertagent) (1845–1902), deutscher Konzertagent
- Hermann Wolff (Botaniker) (Karl Friedrich August Hermann Wolff; 1866–1929), deutscher Tierarzt und Botaniker
- Hermann Wolff (1869–1942), deutsches Opfer des Holocaust, siehe Liste der Stolpersteine in Trier #Hermann Wolff
- Hermann Wolff (1900–1942), deutsches Opfer des Holocaust, siehe Liste der Stolpersteine in Hennef #Hermann Wolff
- Hermann Wolff (Widerstandskämpfer) (1906–1945), deutscher Widerstandskämpfer
- Hermann Wolff von Gudenberg (1812–1880), deutscher Verwaltungsbeamter
- Hermann Wolff-Metternich (1887–1956), deutsche Militärperson
- Hermann Werner von Wolff-Metternich zur Gracht (1625–1704), Fürstbischof von Paderborn
- Hieronymus Leopold von Wolff-Metternich zur Gracht (1661–1716), deutscher Adliger und Gutsbesitzer
- Horst von Wolff (1886–1941), deutscher Generalmajor
- Horst Wolff (Autor) (1923–1977), deutscher Bibliothekar, Redakteur und Schriftsteller
- Horst-Peter Wolff (1934–2017), deutscher Krankenpfleger und Medizinhistoriker
- Hugh Wolff (* 1953), US-amerikanischer Dirigent
- Hugo Wolff (1909–1967), deutscher Politiker (SPD)
- Hugo Wolff-Maage (1866–1947), deutscher Maler, Zeichner und Illustrator

### I
- Ida Wolff (1893–1966), deutsche Politikerin (SPD), MdA
- Ignaz Wilhelm von Wolff-Metternich zur Gracht (1630–1688), deutscher Geistlicher, Domherr in Münster und Worms
- Ilse R. Wolff (1908–2001), deutsche Herausgeberin und Verlegerin
- Imogen Wolff (* 2006), britische Radsportlerin
- Inge Wolff (* 1945), deutsche Autorin
- Ingeborg Wolff (Juristin) (* 1938), deutsche Juristin und Richterin
- Ingeborg Wolff (Schauspielerin) (* 1943), deutsche Schauspielerin und Regisseurin
- Ingo Wolff (* 1938), deutscher Ingenieurwissenschaftler und Hochschullehrer
- Ingrid Wolff (* 1964), niederländische Hockeyspielerin
- Irene Wolff-Molorciuc (1955–2012), deutsche Politikerin (Die Linke), MdL Brandenburg
- Iris Wolff (* 1977), deutsche Schriftstellerin

### J
- J. Scott Wolff (Joseph Scott Wolff; 1878–1958), US-amerikanischer Politiker
- Jacob Wolff (1869–1926), deutscher Unternehmer und Jagdflieger
- Jacob Wolff (Mediziner) (1861–1938), deutscher Arzt und Medizinhistoriker
- Jacob Anton Wolff (1816–1888), deutscher römisch-katholischer Priester und Amateurhistoriker
- Jacob Gabriel Wolff (1683/1684–1754), deutscher Jurist und Dichter
- Jacques de Wolff (1912–1979), Schweizer Bauingenieur
- Jakob Wolff der Ältere (1546–1612), deutscher Baumeister
- Jakob Wolff der Jüngere (1571–1620), deutscher Baumeister
- Jakob Wolff (Mediziner) (1642–1694), deutscher Mediziner und Hochschullehrer
- Jakob Wolff (Jurist) (1850–1935), deutscher Jurist, Oberlandesgerichtspräsident Celle
- Jakob Wolff (1874–1913), österreichischer Komponist, siehe Erich Jacques Wolff
- Jakob Wolff von Pforzheim, deutscher Drucker
- Jakob Christoph Wolff (1693–1758), deutscher Theologe
- Jan Wolff (Musiker)  (1941–2012), niederländischer Musiker und Musikmanager
- Jan A. Wolff (* 1961), deutscher Architekt und Filmemacher
- Jeanette Wolff (1888–1976), deutsche Politikerin (SPD)
- Jens Wolff (* 1968), deutscher Theologe und Hochschullehrer
- Jeremias Wolff (1663–1724), deutscher Kupferstecher und Verleger
- Jerzy Kazimierz Wolff (1902–1985), polnischer Maler
- Jochen Wolff (* 1949), deutscher Journalist
- Joachim Wolff (Politiker) (1918–1977), deutscher Politiker (CDU)
- Joachim Wolff (Schauspieler) (1920–2000), deutscher Schauspieler und Sprecher
- Joachim Wolff (Bildhauer) (1923–2009), deutscher Stahlbildhauer
- Johann Wolff (Amtmann) (auch Johann Wolf; 1537–1600), deutscher Jurist, Diplomat und Historiker
- Johann Wolff (Mediziner) (1554–1616), deutscher Arzt
- Johann Wolff (Politiker, 1595) (1595–1635), deutscher Politiker, Bürgermeister von Heilbronn
- Johann Wolff (Politiker, 1760) (1760–1835), deutscher Politiker, MdL Baden
- Johann Wolff (Sprachforscher) (1844–1893), siebenbürgischer Sprachforscher
- Johann Wolff (Pfarrer) (1865–1943), siebenbürgischer Lehrer und Geistlicher
- Johann Wolff von Luzern († 1393), Arzt und ab 1381 der erste Stadtphysicus von Frankfurt am Main
- Johann Andreas Wolff (1652–1716), deutscher Maler, siehe Andreas Wolff (Maler)
- Johann Baptist Wolff (1828–1907), deutscher Ingenieur, Unternehmer und Politiker
- Johann Caspar Wolff (1818–1891), Schweizer Architekt
- Johann Christian Wolff (1685–??), deutscher Mediziner
- Johann Christof Wolff (1810–1901), deutscher Politiker, MdL Baden
- Johann Conrad Wolff (1766–1815), deutscher Hofstuckateur
- Johann Eduard Wolff (1786–1868), deutscher Maler
- Johann Friedrich Wolff (1778–1806), deutscher Arzt, Botaniker und Insektenkundler
- Johann Georg Wolff (1789–1861), deutscher Architekt
- Johann Gottlieb von Wolff (1756–1817), deutscher Offizier und Gutsbesitzer
- Johann Heinrich Wolff (1792–1869), deutscher Steinmetz, Architekt und Architekturschriftsteller
- Johann Henrich Wolff (1753–1801), deutscher Baumeister und Offizier
- Johann Martin Wolff (1716–1744), deutscher Mediziner
- Johann Philipp Wolff (Mediziner, 1705) (1705–1749), deutscher Arzt
- Johann Philipp Wolff (Mediziner, 1747) (1747–1825), deutscher Arzt
- Johanna Wolff (Schriftstellerin) (1858–1943), deutsche Schriftstellerin
- Johanna Wolff (Juristin) (* 1980), deutsche Juristin
- Johanna Wolff-Friedberg (1878–??), deutsche Lyrikerin und Komponistin, siehe Johanna Wollf-Friedberg
- Johanna Wolff von Schutter (1950–2013), deutsche Schauspielerin, Sängerin und Kabarettistin
- Johanna Schütz-Wolff (1896–1965), deutsche Textilgestalterin, Grafikerin und Holzschneiderin
- Johanne Wolff (1927–2003), deutsche Rechtsanwältin, Richterin und Politikerin (CDU), MdBB
- Johannes Wolff (Baumeister) (1731–1791), deutscher Baumeister
- Johannes Wolff (Violinist) (1863–1931), niederländischer Violinist
- Johannes Wolff (Eisenbahnpräsident) (1883–?), deutscher Reichsbahnbeamter
- Johannes Wolff (Pastor) (1884–1977), deutscher Geistlicher und Pädagoge
- Johannes Wolff (Politiker) (1900–1978), deutscher Politiker (Zentrum, CDU), MdL Nordrhein-Westfalen
- Jojo Wolff (Joachim Wolff; * 1958), deutscher Fernsehregisseur
- Jonas Wolff († 1680), deutscher Maler
- Joop Wolff (1927–2007), niederländischer Politiker und Journalist
- Jörg Wolff (* 1962), deutscher Fußballspieler
- Jörg-Olaf Wolff (1959–2023), deutscher Ozeanograf und Hochschullehrer
- José Wolff (Maler) (1885–1964), belgischer Maler
- José Wolff (1901–1961), deutscher Musiker, siehe Eugen Wolff (Musiker)
- Josef Wolff (1911–2001), deutscher Ingenieur und Funktionär
- Joseph Wolff (Missionar) (1795–1862), deutsch-britischer Missionar
- Joseph Wolff (Sänger) (1841–1903), deutscher Sänger (Tenor)
- Joseph Otto Albert von Wolff (1789–1870), livländischer Gutsbesitzer und Landwirt
- Josh Wolff (* 1977), US-amerikanischer Fußballspieler
- Jules Wolff (1862–1955), französischer Rabbiner
- Julien Wolff (* 1983), deutscher Sportjournalist und Buchautor
- Julius Wolff (Jurist) (1828–1897), deutscher Jurist und Politiker, MdL Preußen
- Julius Wolff (Schriftsteller) (1834–1910), deutscher Dichter und Schriftsteller
- Julius Wolff (Mediziner) (1836–1902), deutscher Chirurg
- Julius Wolff (Mathematiker) (1882–1945), niederländischer Mathematiker
- Julius Wolff (Maler) (1895–1980), deutscher Maler
- Julius Wolff von Linger (1812–1905), deutscher Generalleutnant
- Jupp Wolff (1908–1974), deutscher Sportjournalist
- Jürgen Wolff (Politiker, I), deutscher Politiker, MdL Schleswig
- Jürgen Wolff (Drehbuchautor) (* 1948), deutscher Drehbuchautor
- Jürgen Wolff (Künstler) (* 1955), deutscher Künstler, Vertreter der Konkreten Kunst
- Jürgen Wolff (Politiker, II), deutscher Politiker (SPD) und Kulturmanager
- Jürgen Wolff (Politiker, III), deutscher Politiker (CDU)
- Jürgen B. Wolff (* 1953), deutscher Musiker, Grafiker und Autor
- Jürgen H. Wolff (Jürgen Herbert Wolff; * 1940), deutscher Soziologe, Ökonom und Hochschullehrer

### K
- Karin Wolff (Übersetzerin) (1947/1948–2018), deutsche Übersetzerin
- Karin Wolff (Politikerin, 1959) (* 1959), deutsche Politikerin (CDU), MdL Hessen
- Karin Wolff (Politikerin, 1961) (* 1961), deutsche Jugendfunktionärin und Politikerin, MdV
- Karl von Wolff (1785–1873), deutscher Generalleutnant
- Karl Wolff (1876–1952), deutscher Dramaturg, siehe Karl Wollf
- Karl Wolff (Jurist, 1890) (1890–1963), österreichischer Jurist und Hochschullehrer
- Karl Wolff (SS-Mitglied) (1900–1984), deutscher SS-Obergruppenführer
- Karl Wolff (Landrat) (1904–1993), deutscher Landrat
- Karl Wolff (Beamter) (1904–??), deutscher Regierungsbeamter
- Karl Wolff (Widerstandskämpfer) (1911–1933), deutscher Widerstandskämpfer
- Karl Wolff (Schriftsteller) (* 1943), deutscher Schriftsteller
- Karl August Wolff (* 1938), deutscher Maler und Zeichner
- Karl Dietrich Wolff (auch KD Wolff; * 1943), deutscher Verleger
- Karl Erich Wolff (* 1946), deutscher Mathematiker und Hochschullehrer
- Karl Felix Wolff (1879–1966), Südtiroler Volkskundler
- Karl-Heinz Wolff (1930–2020), österreichischer Hochschullehrer und Versicherungsmathematiker
- Kaspar Friedrich Wolff (1734–1794), deutscher Arzt und Botaniker, siehe Caspar Friedrich Wolff
- Katharina Wolff (* 1983), deutsche Politikerin (CDU), Unternehmerin und Sängerin
- Katharina Wolff (Triathletin) (* 1990), deutsche Triathletin und Duathletin
- Katharina Wagenbach-Wolff (* 1929), deutsche Verlegerin
- Käthe Wolff (1882–1968), deutsche Illustratorin, Scherenschnittkünstlerin und Gestalterin
- Katja Wolff (* 1962), deutsche Regisseurin
- Kayden Wolff (* 2006), niederländischer Fußballspieler
- Kerstin Wolff (* 1967), deutsche Historikerin
- Klaus Wolff (1935–2019), österreichischer Dermatologe
- Klaus Dieter Wolff (1935–2007), deutscher Verwaltungsjurist
- Konrad Wolff (1907–1989), US-amerikanischer Pianist und Klavierpädagoge
- Konstantin Wolff (* 1978), deutscher Sänger (Bassbariton)
- Kurt Wolff (Verleger) (1887–1963), deutscher Verleger
- Kurt Wolff (Flieger) (1895–1917), deutscher Jagdflieger
- Kurt Wolff (Unternehmer) (1907–1978), deutscher Unternehmer
- Kurt Wolff (Grafiker) (1916–2003), deutscher Grafiker und Hochschullehrer
- Kurt Egon Wolff (1911–2001), deutscher Kabarettist, Regisseur und Musikmanager
- Kurt Heinrich Wolff (1912–2003), deutschamerikanischer Soziologe

### L
- Laurentia Wolff (* 2003), Schweizer Handballspielerin
- Leonhard Wolff (Dichter) (1814–1870), deutscher Dichter
- Leonhard Wolff (Musikwissenschaftler) (1848–1934), deutscher Musikwissenschaftler, Dirigent, Komponist und Hochschullehrer
- Leopold von Wolff († 1740), österreichischer Feldmarschalleutnant
- Lester L. Wolff (1919–2021), US-amerikanischer Politiker
- Levin Wolff Metternich zur Gracht (1877–1944), deutscher Jurist und letzter deutscher Bürgermeister in Eupen
- Lilly Wolff (1896–1942), deutsche Lehrerin und Opfer des Holocaust
- Lina Wolff (1897–1975), deutsch-amerikanische Pädagogin
- Lina Wolff (* 1973), schwedische Schriftstellerin und Übersetzerin
- Lothar Wolff (1909–1988), deutsch-amerikanischer Filmeditor, Produzent und Regisseur
- Louis Wolff (1802–1868), deutscher Lithograf, siehe Gebrüder Wolff
- Louis Wolff (Schriftsteller) (auch Ludwig Wolff; 1846–1919), deutscher Schriftsteller
- Louis Wolff (Musiker) (1865–1926), niederländischer Violinist
- Louis Wolff (Mediziner) (1898–1972), US-amerikanischer Kardiologe
- Luc Wolff (* 1954), Luxemburger Künstler
- Ludwig Wolff (Chemiker) (1857–1919), deutscher Chemiker
- Ludwig Wolff (Politiker, 1859) (1859–1923), deutscher Politiker
- Ludwig Wolff (Schriftsteller) (1876–nach 1958), deutscher Schriftsteller und Filmregisseur
- Ludwig Wolff (General, 1886) (1886–1950), deutscher General der Flieger
- Ludwig Wolff (Germanist) (1892–1975), deutscher Germanist
- Ludwig Wolff (General, 1893) (1893–1968), deutscher General der Infanterie
- Ludwig Wolff (Politiker, 1908) (1908–1988), deutscher Politiker (NSDAP), MdR
- Ludwig Ferdinand von Wolff (1874–1952), deutscher Mineraloge, siehe Ferdinand von Wolff (Mineraloge)
- Lutz-W. Wolff (* 1943), deutscher Lektor und Verlagsmanager

### M
- Manfred Wolff (Mathematiker) (Manfred P. H. Wolff; 1939–2022), deutscher Mathematiker und Hochschullehrer
- Manfred Wolff (Übersetzer) (1941–2023), deutscher Lyriker und Übersetzer
- Manfred Wolff (Fußballspieler) (* 1941), deutscher Fußballtorhüter
- Manfred Wolff (Botaniker) (Manfred Wolfgang Wolff; * 1952), deutscher Botaniker und Orchideengärtner
- Manfred Wolff-Plottegg (* 1946), österreichischer Architekt und Künstler
- Marc François Jérôme Wolff (1776–1848), französischer General der Kavallerie
- Margarete Wolff (1876–1943), deutsche Gewerkschafterin
- Marguerite Wolff (1883–1964), deutsche Juristin
- Maria Wolff (* 1971), deutsche Fußballspielerin
- Marie-Luise Wolff (* 1958), deutsche Managerin
- Marta Wolff (1871–1942), deutsche Fotografin
- Martin Wolff (Komponist) († 1502), deutscher Komponist und Kleriker
- Martin Wolff (Bildhauer) (1852–1919), deutscher Bildhauer
- Martin Wolff (Rechtswissenschaftler) (1872–1953), deutscher Jurist
- Martin Wolff (Politiker) (* 1957), deutscher Politiker
- Martin C. Wolff (* 1982), deutscher Unternehmer, Philosoph und Hochschullehrer
- Matthias Wolff (* 1955), deutscher Biologe und Hochschullehrer
- Max Wolff (Biologe) (1879–1963), deutscher Biologe
- Max Wolff (Komponist) (1885–1954), deutscher Komponist und Texter
- Max-Eckart Wolff (1902–1988), deutscher Flottillenadmiral
- Max Gustav Heinrich Wolff (1893–1965), Schweizer Jurist, Richter, Politiker und Friedensaktivist
- Max Joseph Wolff (1868–1941), deutscher Jurist, Schriftsteller und Übersetzer
- Max Werner Joseph Anton Wolff-Metternich zur Gracht (1770–1839), deutscher Beamter und Politiker, MdL Nassau
- Melchior Heinrich Wolff (1727–1786), deutscher Geistlicher, Superintendent in Eutin
- Meta Wolff (1902–1941), deutsche Schauspielerin
- Michael Wolff (Bankier) (1771–1856), deutscher Bankier
- Michael Wolff (Philosoph) (* 1942), deutscher Philosoph und Hochschullehrer
- Michael Wolff (Journalist) (* 1953), US-amerikanischer Journalist
- Michael Wolff (Musiker) (* 1954), US-amerikanischer Komponist, Musiker und Schauspieler
- Michael von Wolff (* 1966), deutscher Gynäkologe und Hochschullehrer
- Michael Wolff (Wirtschaftswissenschaftler) (* 1975), deutscher Wirtschaftswissenschaftler und Hochschullehrer
- Michael Wolff Metternich (1920–2018), deutscher Automobilhistoriker
- Milton Wolff (1915–2008), US-amerikanischer Spanienkämpfer und Friedensaktivist
- Moritz Wolff (Rabbiner) (1824–1904), Rabbiner, Philologe und Autor
- Moritz Wolff (Ruderer) (* 2000), deutscher Ruderer
- Moritz Ossipowitsch Wolff (Maurice Wolff; 1825–1883), polnisch-russischer Buchhändler und Verleger
- Moses Wolff (* 1969), deutscher Künstler
- Moses Abraham Wolff (1713–1802), deutscher Mediziner

### N
- Nat Wolff (* 1994), US-amerikanischer Schauspieler und Musiker
- Nicolaus Wolff († um 1500), deutscher Drucker
- Noah Wolff (1809–1907), deutscher Fabrikant
- Nora Rebecca Wolff (* 1996), deutsche Schauspielerin
- Norbert Wolff (General) (1935–2010), deutscher Generalmajor
- Norbert Wolff (Theologe) (* 1962), deutscher Theologe und Kirchenhistoriker

### O
- Olga Knoblach-Wolff (1923–2008), deutsche Malerin, Grafikerin und Schriftstellerin
- Oskar Wolff (Jurist) (1846–1898), deutscher Jurist und Schriftsteller
- Oskar Wolff (Chemiker) (1858–1943), deutscher Chemiker, Unternehmer und Politiker
- Oskar Ludwig Bernhard Wolff (1799–1851), deutscher Schriftsteller, Humorist und Pädagoge
- Oswald Wolff (1855–nach 1906), deutscher Klassischer Philologe und Lehrer
- Otto Wolff (Theologe, 1794) (1794–1877), deutscher Theologe und Orientalist
- Otto Wolff (Fotograf) (1879–1920), deutscher Fotograf und Unternehmer
- Otto Wolff (Industrieller) (1881–1940), deutscher Industrieller
- Otto Wolff (Wirtschaftsfunktionär) (1907–1991), deutscher Wirtschaftsfunktionär und SS-Standartenführer
- Otto Wolff (Theologe, 1911) (1911–1986), deutscher Theologe, Pfarrer und Autor
- Otto Wolff (Mediziner, 1920) (Otto Herbert Wolff; 1920–2010), britischer Pädiater
- Otto Wolff (Mediziner, 1921) (1921–2003), deutscher Mediziner und Anthroposoph
- Otto Wolff von Amerongen (1918–2007), deutscher Unternehmer

### P
- Patrick Wolff (Schachspieler) (* 1968), US-amerikanischer Schachspieler
- Patrick Wolff (Schauspieler) (* 1975), deutscher Schauspieler
- Paul Wolff (1876–1947), deutscher Fotograf
- Paul Wolff (1887–1951), deutscher Fotograf
- Paul Wolff-Zamzow (1872–??), deutscher Maler
- Paul H. Wolff (Paul Hermann Wolff; 1880–1955), deutscher Bühnenbildner und Maler
- Paul Hugo Wolff (1841–1902), deutscher Richter
- Paul O. Wolff (Paul Oswald Wolff; 1894–1957), deutscher Pharmakologe und Hochschullehrer
- Paula Wolff, zeitweiliger Name von Paula Hitler (1896–1960), Schwester von Adolf Hitler
- Paula Wolff (Politikwissenschaftlerin) (* 1945), US-amerikanische Politikwissenschaftlerin
- Peter Wolff, eigentlicher Name von Victor Beaumont (1912–1977), deutscher Schauspieler
- Peter Wolff (Politiker) (* 1946), liechtensteinischer Politiker
- Peter Wolff (Bibliothekar) (* 1957), deutscher Bibliothekar und evangelischer Theologe
- Peter H. Wolff (1926–2021), Professor für Psychiatrie an der Harvard Medical School
- Peter Heinrich August Wolff (1792–1865), deutscher Fotograf
- Peter Hermann Wolff (* 1954), deutscher Diplomat
- Philipp Wolff (Orientalist) (1810–1894), deutscher Orientalist und Religionswissenschaftler
- Philipp Wolff (Beamter) (* 1972), deutscher Beamter und Vizepräsident des Bundesnachrichtendienstes
- Philipp von Wolff gen. Metternich (1770–1852), deutscher Landrat
- Philipp Wolff-Windegg (eigentlich Philipp Wolff-Georgi; 1919–1991), Schweizer Journalist und Theaterkritiker
- Philippe Wolff (1913–2001), französischer Historiker
- Philippine Wolff-Arndt (1849–1940), deutsche Malerin
- Pius Alexander Wolff (1782–1828), deutscher Schauspieler und Schriftsteller

### R
- Rainer Wolff (Billardspieler) (1949–2015), deutscher Poolbillardspieler
- Rainer Wolff (Fußballspieler) (1965–2019), deutscher Fußballspieler
- Reinhard Wolff (* 1949), deutsch-niederländischer Psychologe und Autor
- Reinhart Wolff (* 1939), deutscher Soziologe
- Reinhold Wolff (Agronom) (1850–nach 1912), deutscher Agrarwissenschaftler
- Reinhold Wolff (1941–2006), deutscher Literaturwissenschaftler
- Reinhold von Lüdinghausen-Wolff (1900–1988), deutscher Bankmanager
- René Wolff (* 1978), deutscher Radsportler
- Richard Wolff (Maler) (1880–1964), Südtiroler Maler
- Richard Wolff (Ringer) (* 1948), deutscher Ringer
- Richard Wolff (Geograph) (* 1957), Schweizer Geograph, Stadtforscher und Politiker
- Richard Wolff (Rennfahrer) (* 1976), tschechischer Speedway-Rennfahrer
- Richard D. Wolff (* 1942), US-amerikanischer Ökonom
- Richard Keith Wolff (* 1947), britischer Fotograf, Maler und Filmemacher
- Richard-Salvador Wolff (* 1990), deutscher Musicaldarsteller
- Riem de Wolff (1943–2017), indonesisch-niederländischer Musiker, siehe Blue Diamonds
- Rikard Wolff (1958–2017), schwedischer Sänger, Schauspieler und Musiker
- Robert Wolff (1921–2010), deutscher Werkzeugmacher und Unternehmensgründer, siehe Wolfcraft
- Robert Wolff (Musiker) (* 1947), österreichischer Musiker und Chemiker
- Robert Lee Wolff (1915–1980), US-amerikanischer Historiker
- Robert Paul Wolff (1933–2025), amerikanischer Philosoph
- Roland Wolff (1946–2021), deutscher Sportmediziner und Hochschullehrer
- Rolf Wolff (1953–2021), deutscher Betriebswirtschaftler
- Rosalie Wolff (* 1979), deutsche Schauspielerin, Unternehmerin und Tierrechtlerin
- Ruud de Wolff (1941–2000), indonesisch-niederländischer Musiker, siehe Blue Diamonds
- Rüdiger Wolff (1953–2023), deutscher Schlagersänger
- Rudolf Wolff (Journalist, um 1893) (um 1893–1923), deutscher Journalist und Redakteur
- Rudolf Wolff (Journalist, 1907) (1907–1993), deutscher Journalist und Fremdenlegionär
- Rudolf Wolff (Diplomat), deutscher Diplomat
- Rudolf Wolff (Herausgeber) (* 1949), deutscher Herausgeber und Autor
- Ruth Wolff (* vor 1961), deutsche Kunsthistorikerin

### S
- Sabbattia Joseph Wolff (1757–1833), deutscher Arzt und Publizist
- Sally Wolff, deutscher Industrieller
- Salomon Wolff (1901–1977), französischer Wirtschaftsjournalist
- Sheldon Wolff (Genetiker) (1928–2008), US-amerikanischer Genetiker und Radiobiologe
- Sheldon M. Wolff (Sheldon Malcolm Wolff; 1930–1994), US-amerikanischer Internist
- Sophie Wolff (1871–1944), deutsche Bildhauerin
- Stefan Wolff (Journalist) (* 1966), deutscher Journalist und Fernsehmoderator
- Stefan Wolff (Politikwissenschaftler) (* 1969), deutscher Politikwissenschaftler
- Steffi von Wolff (* 1966), deutsche Autorin und Journalistin
- Stephan Wolff (* 1970), deutscher Fußballspieler
- Stephen Wolff, US-amerikanischer Elektrotechniker und Internetpionier
- Sula Wolff (1924–2009), britische Kinderpsychiaterin
- Susann Heenen-Wolff (* 1956), deutsche Psychologin, Psychoanalytikerin und Hochschullehrerin
- Susanne Wolff (* 1973), deutsche Schauspielerin
- Susie Wolff (* 1982), schottische Automobilrennfahrerin
- Sylvia Wolff (* 1967), deutsche Schauspielerin

### T
- Terry A. Wolff (* um 1957) pensionierter US-amerikanischer Generalleutnant
- Theo Wolff (* 1931), deutscher Bildhauer
- Theodor Wolff (Politiker, 1867) (1867–1927), deutscher Politiker (WBWB)
- Theodor Wolff (1868–1943), deutscher Schriftsteller und Publizist
- Theodor Wolff (Politiker, 1875) (1875–1923), deutscher Politiker (SPD)
- Thomas Wolff der Ältere (um 1450–1511), deutscher Jurist und Humanist
- Thomas Wolff der Jüngere (1475–1509), Jurist, Humanist und Archäologe
- Thomas Wolff (Drucker) (um 1485–nach 1535), Schweizer Buchdrucker
- Thomas Wolff (Chemiker) (* 1948), deutscher Chemiker
- Thomas Wolff (Schauspieler) (* 1951), deutscher Schauspieler und Synchronsprecher
- Thomas Wolff (Mathematiker) (1954–2000), US-amerikanischer Mathematiker
- Thomas Wolff (Verleger) (* 1967), deutscher Verleger
- Thomas Nero Wolff (* 1958), deutscher Synchronsprecher
- Tilo Wolff (* 1972), deutscher Musiker
- Tim Wolff (* 1978), deutscher Schriftsteller
- Timo de Wolff (* 1982), deutscher Mathematiker und Hochschullehrer
- Tobias Wolff (Medailleur) (1531–nach 1600), deutscher Medailleur und Goldschmied
- Tobias Wolff (Schriftsteller) (* 1945), US-amerikanischer Schriftsteller
- Tobias Wolff (Intendant) (* 1975), deutscher Intendant und Kulturmanager
- Toni Wolff (1888–1953), Schweizer Psychoanalytikerin
- Torben Wolff (1919–2017), dänischer Zoologe
- Torsten Wolff, deutscher Autor und Poetry-Slammer
- Toto Wolff (* 1972), österreichischer Automobilrennfahrer, Motorsportchef und Investor
- Tracy Wolff, US-amerikanische Jugendbuchautorin

### U
- Udo Wolff (* 1947), deutscher Musiker, Komponist und Produzent
- Ulla Wolff-Frank (1848–1924), deutsche Schriftstellerin
- Ulrich Wolff (Architekt), deutscher Architekt
- Ulrich Wolff (Physiker) (* 1951), deutscher Physiker und Hochschullehrer
- Ulrich Wolff (Musiker) (* 1955), deutscher Kontrabassist
- Ulrich-Bernd Wolff von der Sahl (* 1956), deutscher Manager
- Ulrich J. Wolff (* 1955), deutscher Künstler
- Ulrike Wolff-Gebhardt (1947–2016), deutsche Beamtin und Politikerin (SPD)
- Ursula Wolff (Wirtschaftswissenschaftlerin) (1931–1999), deutsche Wirtschaftswissenschaftlerin
- Ursula Wolff (Schauspielerin) (* 1943), deutsche Schauspielerin und Synchronsprecherin
- Ursula Wolff-Krebs (1918–1992), deutsche Zeichnerin und Lyrikerin
- Ursula Wolff-Schneider (1906–1977), deutsch-amerikanische Fotografin und Fotojournalistin
- Uwe Wolff (Kulturwissenschaftler) (* 1955), deutscher Kulturwissenschaftler, Schriftsteller und Theologe
- Uwe Wolff (Journalist) (* 1962), deutscher Journalist und PR-Berater

### V
- Veit Wenk-Wolff (* 1963), deutscher Cellist
- Victoria Wolff (1903–1992), US-amerikanische Schriftstellerin und Drehbuchautorin
- Virginia Euwer Wolff (* 1937), US-amerikanische Schriftstellerin
- Vivian Wolff (* 1998), deutsch-US-amerikanische Tennisspielerin
- Volker Wolff (* 1951), deutscher Journalist und Hochschullehrer

### W
- Waldemar Wolff (1852–1889), deutscher Jurist und Politiker
- Waldemar Wolff (Astronom) (1894–1979), deutscher Mathematiker und Astronom, Raketenballistiker
- Walter Wolff (Schauspieler) (auch Walter-Wolff), deutscher Schauspieler
- Walter Wolff (Architekt), deutscher Architekt und Baubeamter
- Walter Wolff (Ingenieur) (1920–2013), deutscher Ingenieur und Hochschullehrer
- Walther Wolff (Theologe) (1870–1931), deutscher Theologe
- Walther Wolff (Bildhauer) (auch Walter Wolff; 1887–1966), deutsch-österreichischer Bildhauer und Maler
- Waltraud Wolff (* 1956), deutsche Politikerin (SPD)
- Werner Wolff (Dirigent) (1883–1961), deutscher Dirigent und Schriftsteller
- Werner Wolff (Regisseur) (1886–1972), Schweizer Regisseur
- Werner Wolff (Psychologe) (1904–1957), Psychologe und Hochschullehrer
- Werner Wolff (Heimatforscher) (1942–2020), deutscher Heimatforscher
- Wilhelm Wolff (Publizist) (1809–1864), deutscher Publizist und Politiker, Weggefährte von Karl Marx
- Wilhelm Wolff (Richter) (1813–1875), deutscher Richter und Politiker
- Wilhelm Wolff (Tier-Wolff; 1816–1887), deutscher Bildhauer, siehe Friedrich Wilhelm Wolff (Bildhauer)
- Wilhelm Wolff (Unternehmer) († 1890), deutscher Unternehmer
- Wilhelm von Wolff (Politiker, 1825) (1825–1908), deutscher Politiker (DP), MdL Württemberg
- Wilhelm von Wolff (General) (1826–1913), deutscher Generalmajor
- Wilhelm Wolff (Komponist) (1851–1912), deutscher Komponist und Dichter
- Wilhelm Wolff (Geologe) (1872–1951), deutscher Geologe und Heimatdichter
- Wilhelm Wolff (Landrat) (vor 1878–1914), deutscher Verwaltungsjurist
- Wilhelm Wolff (Politiker, II), deutscher Politiker (DNVP), MdL Preußen
- Wilhelm Wolff, Geburtsname von William Wolff (Rabbiner) (1927–2020), deutsch-britischer Journalist und Rabbiner
- Wilhelm von Wolff (Architekt), deutscher Architekt
- Wilhelm Wolff von Metternich (1563–1636), deutscher Jesuitenpater und Rektor
- Wilhelm Hermann Ignatz Wolff-Metternich zur Gracht (1665–1722), deutscher Geistlicher, Weihbischof in Münster
- Willi Wolff (1883–1947), deutscher Liedtexter, Drehbuchautor, Filmregisseur und Filmproduzent
- William Wolff (Mediziner) (William I. Wolff; 1916–2011), amerikanischer Mediziner
- William Wolff (Rabbiner) (1927–2020), deutsch-britischer Journalist und Rabbiner
- Willy Wolff (Maler) (1905–1985), deutscher Maler, Bildhauer und Grafiker
- Willy Wolff (Sänger) (1909–1982), deutscher Opernsänger (Bariton)
- Wolf von Wolff (Harald Artur Wolf von Wolff; 1824–1900), deutscher Jurist und Richter
- Wolfgang Wolff (Lautenbauer) (um 1515–1570), deutscher Lautenbauer
- Wolfgang Wolff (Maler) (1909–1994), deutscher Maler und Textildesigner
- Wolrad Wolff (1842–1934), deutscher Geistlicher